# Bastard (police de caractères)
Pour les articles homonymes, voir Bastard.

Typographie Bastard

Bastard est une police de caractères inspirée de l’écriture gothique (bâtarde), créée par Jonathan Barnbrook (en) en 1990.